# Alfredo Méndez González
Alfredo José Isaac Cecilio Francesco Méndez González (Chicago, 3 giugno 1907 – Cincinnati, 29 gennaio 1995) è stato un vescovo cattolico statunitense.

## Biografia
Nato a Chicago nel 1907, Méndez González si laureò presso l'Università di Notre Dame nel 1933. Fu ordinato sacerdote il 24 giugno 1935 a Washington e papa Giovanni XXIII lo nominò vescovo di Arecibo a Porto Rico il 23 luglio 1960; la consacrazione avvenne il successivo 28 ottobre nella basilica del Sacro Cuore, Notre Dame, da parte del cardinale Francis Joseph Spellman. Si dimise dall'incarico di vescovo nel 1974 (all'età di 66 anni) e tornò in California.
Nel 1993 Méndez González consacrò vescovo, senza autorizzazione papale, Clarence Kelly, un ex sacerdote della Fraternità sacerdotale San Pio X, fondatore della Società San Pio V, in una cerimonia a Carlsbad, in California.
La consacrazione è stata resa nota dopo la morte di Méndez González avvenuta a Cincinnati nel 1995.

## Genealogia episcopale
La genealogia episcopale è:
- Cardinale Scipione Rebiba
- Cardinale Giulio Antonio Santori
- Cardinale Girolamo Bernerio, O.P.
- Arcivescovo Galeazzo Sanvitale
- Cardinale Ludovico Ludovisi
- Cardinale Luigi Caetani
- Cardinale Ulderico Carpegna
- Cardinale Paluzzo Paluzzi Altieri degli Albertoni
- Papa Benedetto XIII
- Papa Benedetto XIV
- Papa Clemente XIII
- Cardinale Marcantonio Colonna
- Cardinale Giacinto Sigismondo Gerdil, B.
- Cardinale Giulio Maria della Somaglia
- Cardinale Carlo Odescalchi, S.I.
- Cardinale Costantino Patrizi Naro
- Cardinale Lucido Maria Parocchi
- Papa Pio X
- Papa Benedetto XV
- Papa Pio XII
- Cardinale Francis Joseph Spellman
- Vescovo Alfredo Méndez González